# 1502 Arenda
1502 Arenda је астероид главног астероидног појаса са пречником од приближно 33,22 .
Афел астероида је на удаљености од 2,973 астрономских јединица (АЈ) од Сунца, а перихел на 2,498 АЈ.
Ексцентрицитет орбите износи 0,086, инклинација (нагиб) орбите у односу на раван еклиптике 4,083 степени, а орбитални период износи 1652,733 дана (4,524 године).
Апсолутна магнитуда астероида је 11,60 а геометријски албедо 0,036.
Астероид је откривен 17. новембра 1938. године.